# 从事
從事又称从事掾或从事员，漢朝始置，屬於刺史的幕僚秘書。
從事之名始見於《诗·小雅·十月之交》：“黾勉从事，不敢告劳。”漢朝時已有别驾从事史、治中从事史，属于刺史属官。“自言受命移郡国，与刺史从事”；至漢末，刺史權重，又增置文学从事、劝学从事等。北魏孝文帝罢诸州从事，置参军。开皇十二年（592年），改從事为参军。